# Henry Hill (Manassas)
Henry Hill (auch Henry House Hill) ist ein 85 Meter hoher Hügel nordwestlich von Manassas Junction, Virginia.
Er spielte während des Amerikanischen Bürgerkrieges eine bedeutende Rolle in der ersten und zweiten Schlacht am Bull Run.
Der Hügel nimmt seinen Anfang nahe der Straße von Centerville, Virginia, nach Warrenton, Virginia, der heutigen US-Bundesstraße 29, (Warrenton Turnpike), von wo aus der Boden nach Süden hin über eine Länge von etwa 730 Metern langsam aber konstant ansteigt. Die Nordseite des Hügels war zur Zeit der Schlachten vereinzelt von Bäumen bewachsen, bestand jedoch überwiegend aus offenem Grasland. Die Südseite hingegen war relativ dicht mit Bäumen bedeckt.
Der Hügel erhielt seinen Namen von Dr. Isaac Henry, der mit seiner Familie in einem Haus auf dem Plateau des Hügels lebte. Zur Zeit der Schlacht war das Haus von seiner Witwe, Judith Henry und ihren zwei halbinvaliden Söhnen bewohnt. Die 84-Jährige weigerte sich trotz der in unmittelbarer Nähe tobenden Kämpfe, ihr Haus zu verlassen und starb in ihrem Krankenbett, als ein Geschoss der Unionsartillerie in ihr Schlafzimmer einschlug.